# Tomás Costa y Fornaguera
Tomás Costa y Fornaguera (Calella, 6 de junio de 1831-Tarragona, 9 de octubre de 1911) fue obispo de Lérida y arzobispo de Tarragona. Fue senador por  derecho propio durante varios años de su vida.

## Inicios
Nació en Calella el 6 de junio de 1831, estudió en el seminario de Gerona y fue ordenado capellán el 7 de junio de 1857. Se quedó en el seminario como profesor de latín, retórica y filosofía. En 1862 obtuvo el doctorado en teología en la universidad de Valencia. El mismo año recibió un cargo canónicolectoral en las islas Canarias y en 1874 pasó a Cádiz.

## Obispo de Lérida
El 15 de septiembre de 1875 fue elegido obispo de Lérida, sede provista por la Restauración borbónica después de su vacante durante la Primera República Española. Aquí destacó por su papel de conciliador entre los diferentes obispos catalanes, de opiniones enfrentadas ante los sucesos de la época.

## Arzobispo de Tarragona
El 27 de mayo de 1889 fue ascendido a arzobispo de Tarragona por el Papa León XIII. Desde allí tuvo que hacer frente al carlismo presente entre la clase religiosa a la vez que mostraba recelo hacia las tendencias catalanistas de algunos miembros del clero, como en el caso de la publicación del Diccionario catalán-valenciano-balear de Antonio María Alcover. También fue portavoz de la iglesia catalana ante los sucesos de la Semana Trágica de Barcelona en 1909 y lamentó el papel de la masonería en la organización de los disturbios.
En 1897 consiguió la recuperación de la categoría universitaria para el seminario pontificio de Tarragona, que pasó a ser de nuevo universidad pontificia, con las facultades de teología, derecho canónico y filosofía.
En 1899 el arzobispo Costa administró las órdenes sacerdotales a Francisco de Asís Vidal Barraquer, quien con el tiempo se convertiría en su hombre de confianza. En 1900 Vidal fue nombrado vicario general y fue haciéndose cargo de más responsabilidades dada la avanzada edad de Costa y su precaria salud. Costa murió en Tarragona en 9 de octubre de 1911 y se le enterró en la capilla de Santa Tecla de la Catedral de Tarragona.
En su villa natal de Calella tiene dedicadas una biblioteca y una calle.
| Predecesor: Mariano Puigllat Amigó  | Obispo de Lérida 1875-1889       | Sucesor: José Meseguer Costa  |
| Predecesor: Benito Vilamitjana Vila | Arzobispo de Tarragona 1889-1911 | Sucesor: Antolín López Peláez |